# دهستان شریف‌آباد (البرز)
دهستان شریف‌آباد نام دهستانی است در بخش محمدیه شهرستان البرز در استان قزوین ایران که بر اساس سرشماری مرکز آمار ایران در سال ۱۳۹۵، جمعیت آن ۳۲۱ نفر (۱۰۹ خانوار) بوده‌است.